# بتن خودمتراکم

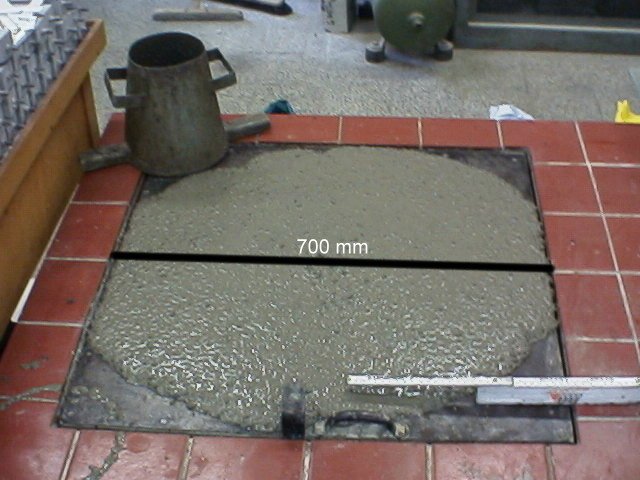
بتن خودتراکم (خودمتراکم)

پژوهشگران عرصه مصالح ساختمانی طی سال‌ها در تلاش بوده‌اند تا با ایجاد تغییراتی در اجزای مختلف این ماده، اصلاحاتی را مطابق با نیازهای موجود اعمال کرده و به خواص جدید یا برتری از بتن دست پیدا کنند. این تلاش‌ها در طی سال‌ها منجر به پیدایش بتن‌های توانمند، فوق توانمند، سبک، الیافی و غیره شده‌است. یکی از این انواع بتن که ظهور آن به چندین دهه قبل بازمی‌گردد، بتن خودمتراکم است که با ویژگی‌های خاص خود، امکانات جدیدی را در اختیار مهندسین قرار داده‌است که با استفاده از آن‌ها می‌توان بر مشکلات ناشی از عدم تراکم مناسب در سازه‌های بتنی، از جمله کاهش عمر مفید و دوام سازه‌ها فائق آمد.
با اینکه در ابتدا بتن خودمتراکم در زمرهٔ بتن‌های خاص و پیچیده محسوب می‌شد، توانایی‌ها و مشخصات فوق‌العاده، این نوع بتن را به سرعت به یکی از انواع پرکاربرد در کشورهای پیشرفتهٔ دنیا تبدیل کرد. با این حال، در کشورهایی مانند کشور ایران، هنوز این بتن یک فناوری جدید در عرصهٔ ساخت و ساز به‌شمار می‌آید و می‌توان گفت استفاده از آن هنوز محدود می‌باشد و آشنایی و دانش کافی دربارهٔ آن نزد اغلب مهندسین وجود ندارد.
بتن خودمتراکم عبارت است از «بتنی با کارایی زیاد و عدم جداشدگی که می‌تواند پس از ریخته شدن در محل موردنظر، فضای قالب را پر کند و اطراف آرماتورها را بدون نیاز به تراکم مکانیکی فرا بگیرد». De Schutter و همکارانش (۲۰۰۸) نیز موارد زیر را به عنوان پارامترهای ضروری برای یک مخلوط خودمتراکم در حالت تازه عنوان کرده‌اند:
الف- توانایی جریان یافتن تحت وزن خود را داشته باشد.
ب- توانایی پر کردن تمامی فضای خالی موجود (فضای قالب) را داشته باشد.
ج- توانایی ایجاد یک مخلوط متراکم و به اندازهٔ کافی همگن را بدون نیاز به انجام عملیات تراکم داشته باشد.
به‌طور کلی بتن خودمتراکم با مصالحی مشابه بتن معمولی ساخته می‌شود و در برخی موارد برای ساخت آن علاوه بر مقادیر نسبتاً زیاد فوق روان‌کننده، از افزودنی اصلاح‌کنندهٔ لزجت نیز استفاده می‌شود. شناخت صحیح رفتار، مزایا، معایب و نهایتاً ارایهٔ طرح اختلاط مناسب برای بتن خودمتراکم «هنری» است که با استفاده از آن می‌توان از مزایای این نوع بتن بیشترین بهره را جست و به موارد طرح شده در تعریف این بتن، یعنی کارایی بالا و عدم جداشدگی، دست یافت.

## تعریف بتن خودمتراکم
طبق تعریف انجمن بتن ایالات متحده بتن خودمتراکم «بتنی با کارایی زیاد و عدم جداشدگی است که می‌تواند در محل مورد نظر ریخته شده، فضای قالب را پر کند و اطراف آرماتورها را بدون نیاز به تراکم مکانیکی فرا بگیرد». به‌طور کلی بتن خودمتراکم با مصالح بتن معمولی ساخته می‌شود و در برخی موارد برای ساخت آن علاوه بر مقادیر نسبتاً زیاد فوق روان‌کننده، از افزودنی لزجت دهنده نیز استفاده می‌شود.

## تاریخچه
از آغاز گسترش کاربرد بتن مسلح، مشکلات اجرایی ناشی از کاربرد مخلوط‌های خشک موجب گرایش به مخلوط‌های مرطوب تر با روانی بیشتر مخصوصاً در میان متولیان اجرای سازه‌های بتنی شده بود، ولی از آنجا که افزایش روانی در گرو استفاده از آب بیشتر در مخلوط بتن بود و از طرفی تأثیر افزایش میزان آب به سیمان بر کاهش مقاومت و دوام بتن شناسایی شده بود، این سؤال برای متخصصان بتن ایجاد شده بود که چگونه می‌توان بدون تأثیر منفی بر خواص بتن در جهت سهولت اجرای سازه‌های بتنی، روانی مخلوط را افزایش داد.
با گذشت زمان و پیدایش روان‌کننده‌ها و فوق روان‌کننده‌ها به عنوان نوع جدیدی از افزودنی‌ها، بسیاری از مشکلات اجرایی بتن که ناشی از استفاده از بتن‌های با کیفیت خوب ولی کارایی کم بود از میان برداشته شد. با این حال دست‌یابی به بتن با قابلیت خودمتراکمی بدون افت در مقاومت و دوام بتن و عدم ایجاد انسداد و جداشدگی، سال‌ها به عنوان یک هدف دست نیافتنی برای دست‌اندرکاران صنعت بتن در کشورهای مختلف قلمداد می‌شد.
این مسائل باعث توجه محققین به خواص کارایی و رئولوژی بتن گردید. نهایتاً در اوایل دهه هشتاد میلادی به دنبال کاهش نیروی کار ماهر در صنعت ساخت و ساز ژاپن و نیز تراکم نامناسب بتن ناشی از افزایش حجم آرماتورهای مصرفی که باعث کاهش کیفیت کارهای اجرایی انجام گرفته شده بود، این موضوع برای چندین سال مورد بحث و بررسی قرار گرفت تا اینکه نظریهٔ بتن خودمتراکم، بتنی که بتواند تحت وزن خود و بدون نیاز به لرزاندن متراکم شده و تمام زوایای قالب را پر کند، به عنوان راه حلی توسط Okamura در سال ۱۹۸۶ مطرح شد. لازمهٔ تحقیق بر روی بتن خودمتراکم مطالعهٔ عمیق کارایی بتن بود که توسط Ozawa و Maekawa در دانشگاه توکیو صورت گرفت. مدل اولیهٔ بتن خودمتراکم در سال ۱۹۸۸ تکمیل شد و در همین سال این نوع بتن برای اولین بار در کارگاه ساخته شد و نتایج قابل قبولی را از نظر خواص فیزیکی و مکانیکی ارائه داد.
تحقیقات در زمینهٔ بتن خودمتراکم در اروپا و آمریکا در مقایسه با ژاپن دیرتر آغاز شد. لیکن امروزه بتن خودمتراکم هم‌زمان با کشور ژاپن در مراکز دانشگاهی و تحقیقاتی کشورهای اروپایی، کانادا، آمریکا و نیز آسیا موضوع بحث، بررسی و اجرای سازه‌های بتنی است. در پی استفاده گسترده از بتن خودمتراکم در ژاپن، مراکز علمی و پژوهشی در دنیا بر آن شدند تا این تجربیات را به صورت مدون و استاندارد درآورند. می‌توان گفت منسجم‌ترین تلاش در این زمینه توسط مؤسسه اروپایی EFNARC در سال ۲۰۰۲ با انتشار راهنمای بتن خودمتراکم به ثمر نشست. در سال ۲۰۰۵ میلادی نیز این مؤسسه به همراه چهار مؤسسهٔ دیگر تجربیات عملی در بتن خودمتراکم را تحت عنوان «راهنمای اروپایی بتن خودمتراکم، ویژگی‌ها، تولید و استفاده» گردآوری و منتشر نمودند. در ایران نیز آشنایی با این بتن از اوایل دههٔ ۷۰ آغاز شد و با گذشت زمان و پس از انجام مطالعاتی در دانشگاه‌ها و مراکز تحقیقاتی کشور، این نوع بتن در چندین پروژهٔ خاص بکار گرفته شد.

## ویژگی‌های بتن خودمتراکم

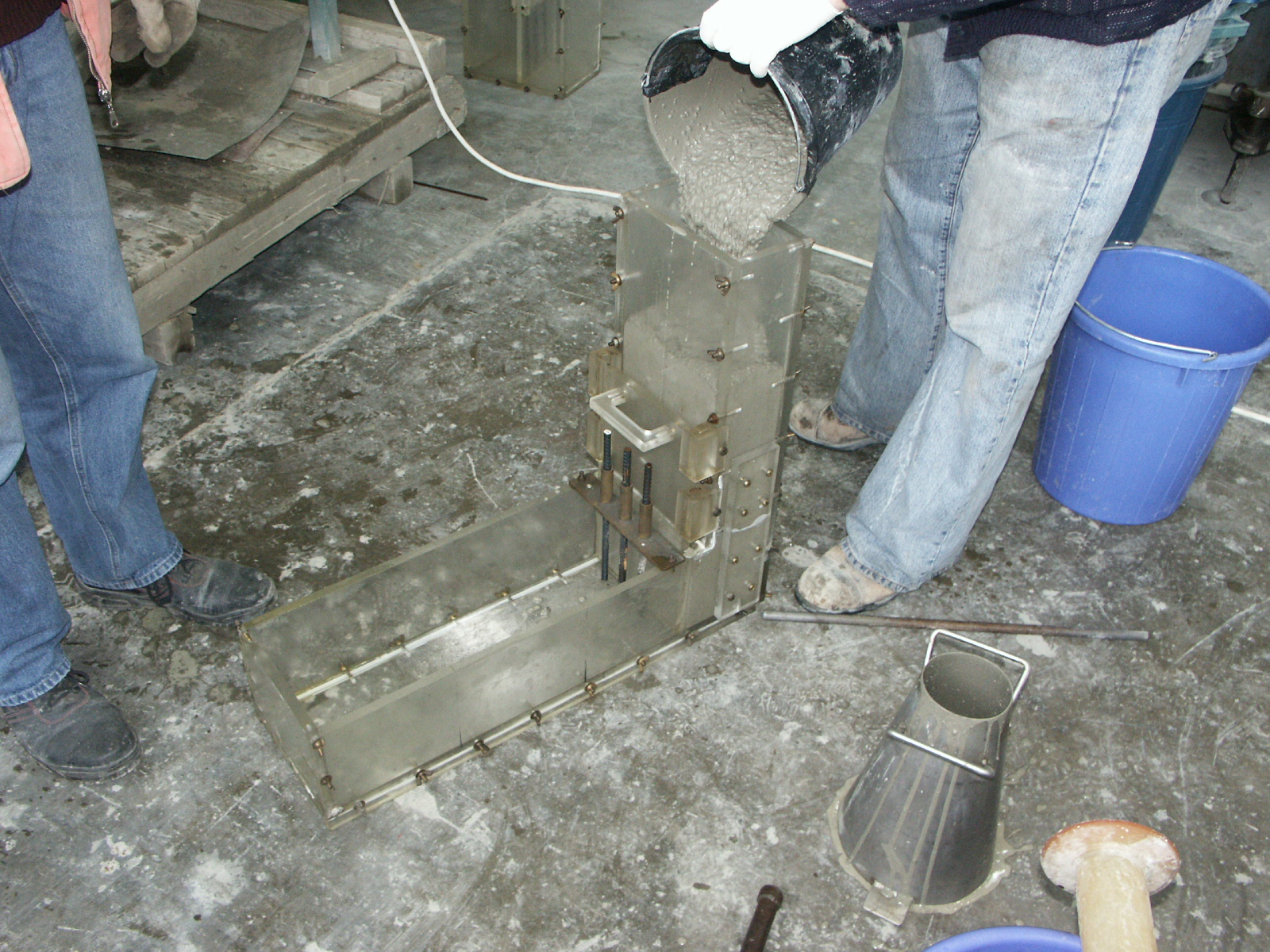
شروع تست L

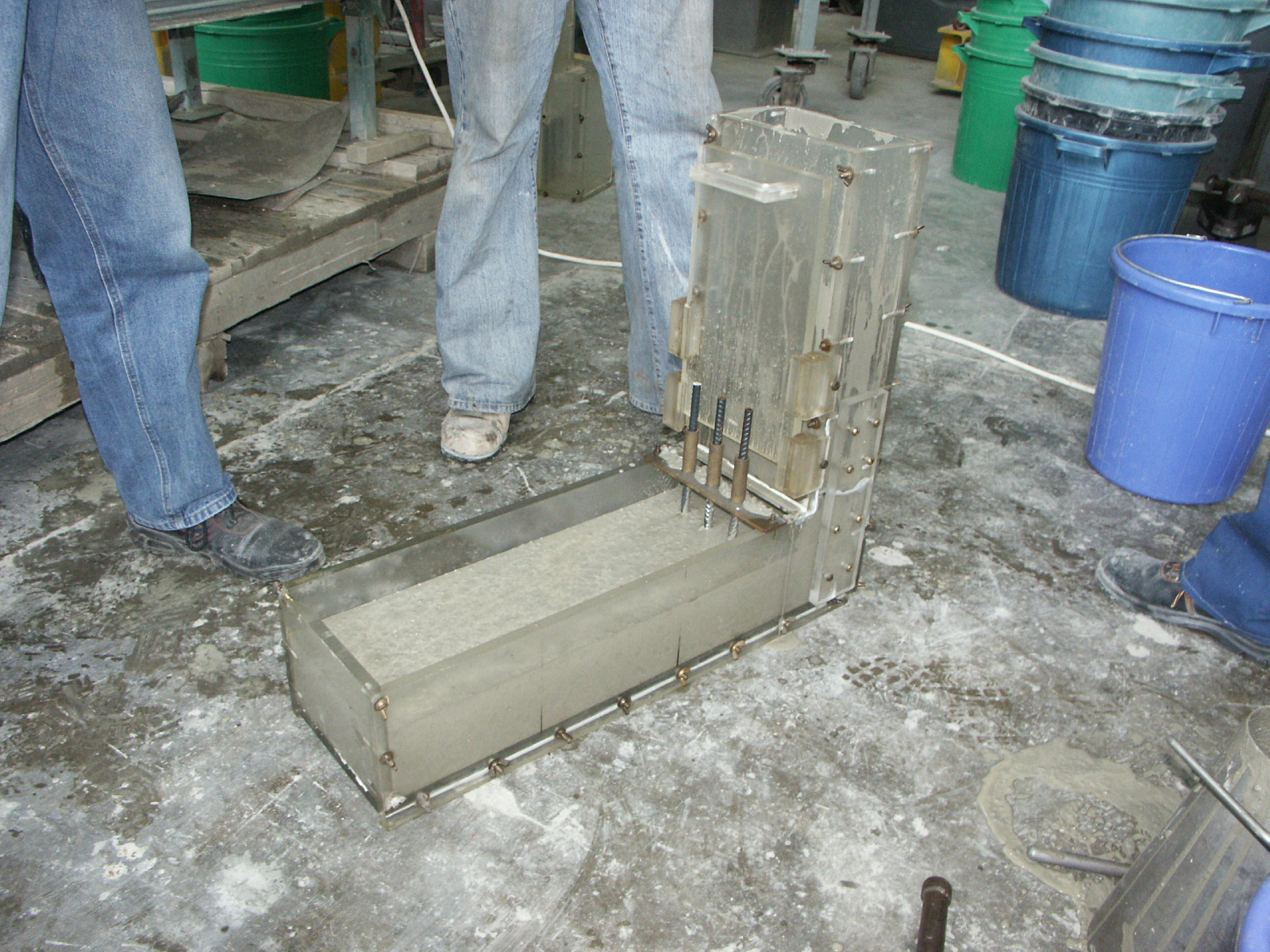
اتمام تست L

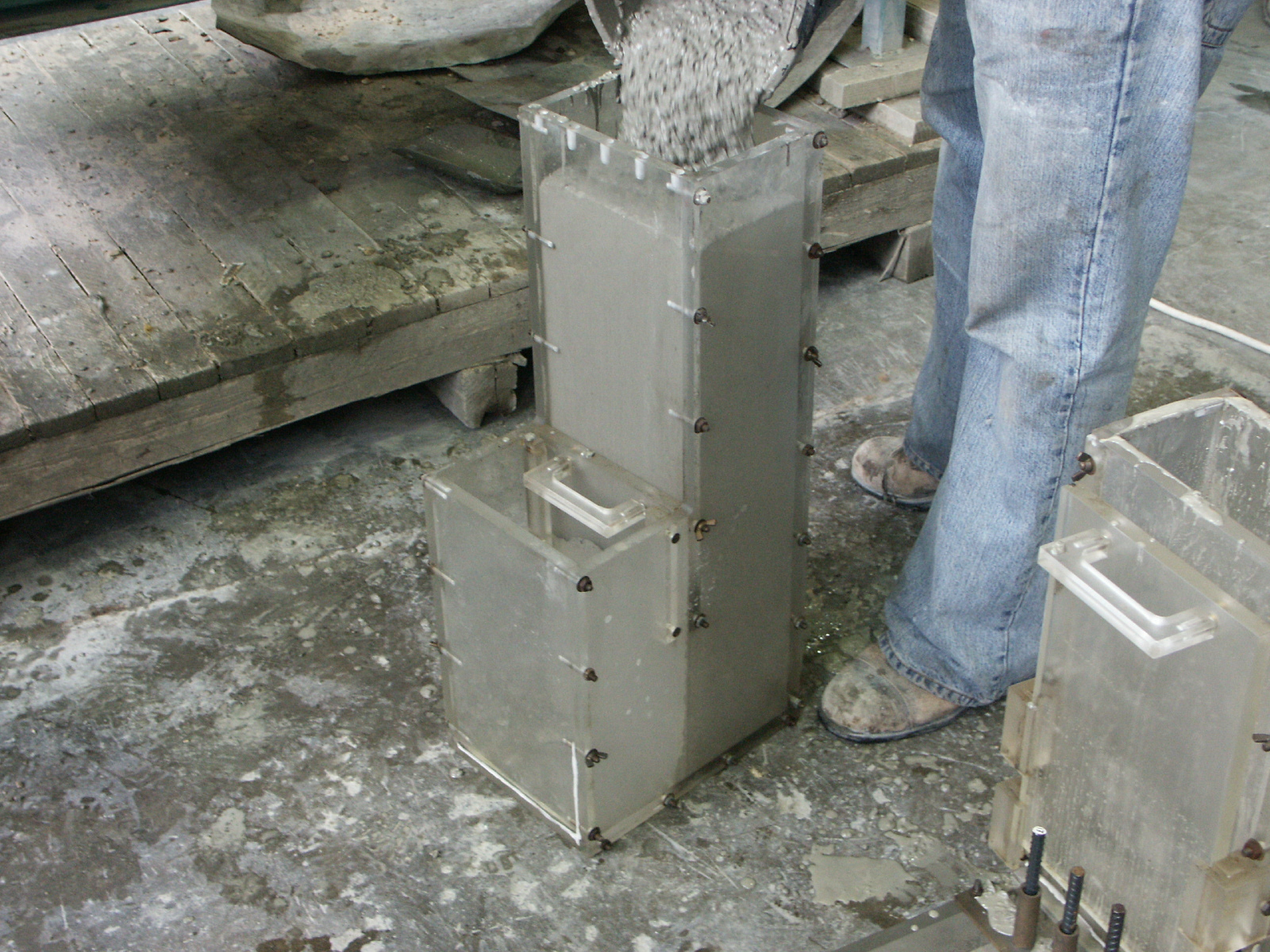
شروع تست U

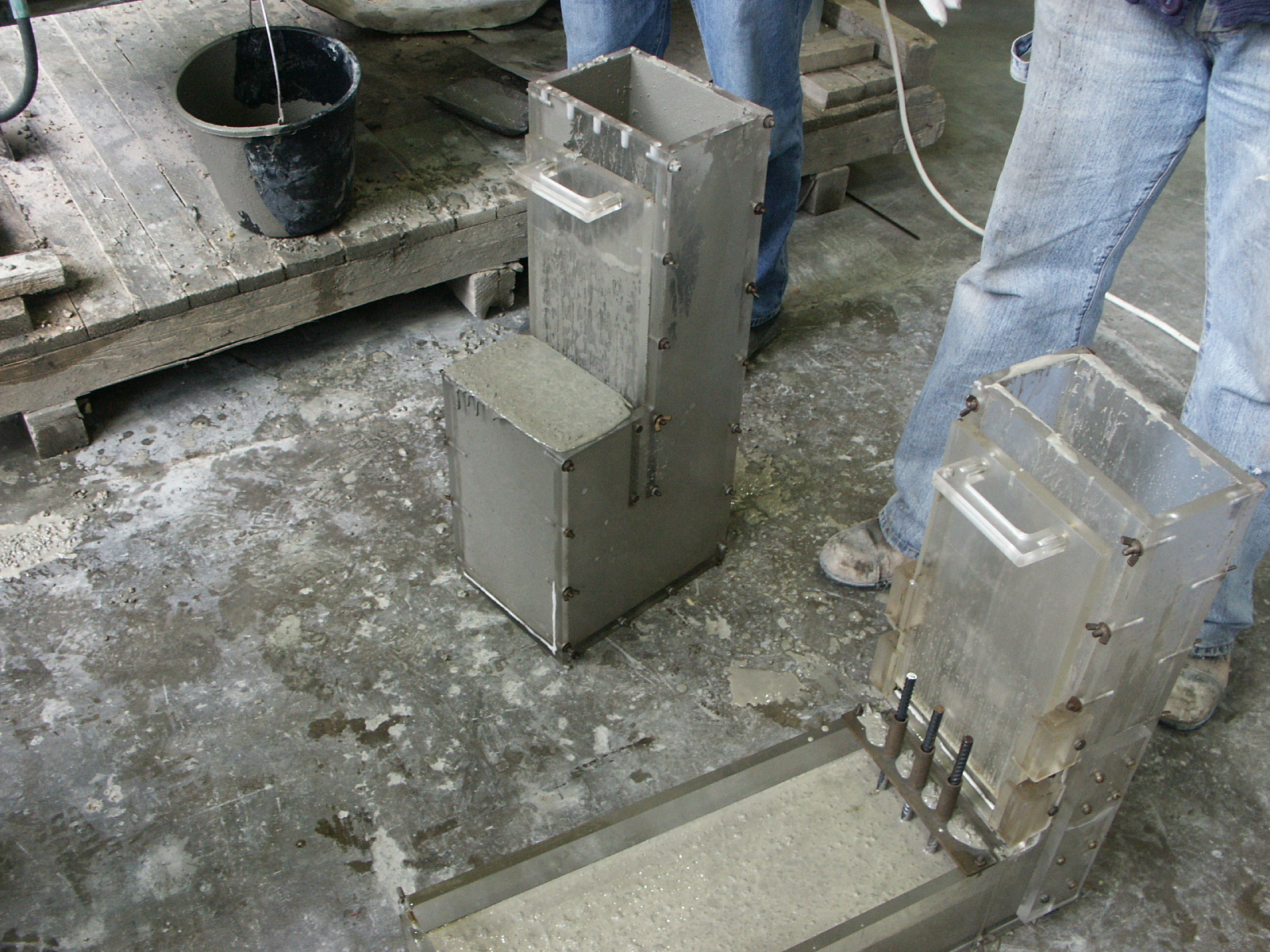
اتمام تست U

خواص بتن تازه در بتن‌های خودمتراکم از حساسیت بیشتری نسبت به انواع دیگر برخوردار است زیرا مزایای این بتن غالباً از خواص آن در حالت تازه ناشی می‌گردد و به همین دلیل نیز آزمایش‌های خاصی برای ارزیابی رفتار بتن خودمتراکم تازه بکار گرفته می‌شود. بتن خودمتراکم در حالت تازه عموماً با سه ویژگی زیر شناخته می‌شود:
- قابلیت پرکردن
- قابلیت عبور
- مقاومت در برابر جداشدگی (پایداری)

باید توجه داشت که یک مخلوط بتن فقط هنگامی می‌تواند در طبقه‌بندی بتن خودمتراکم قرار گیرد که الزامات مربوط به هر سه ویژگی را دارا باشد. به عبارت دیگر این سه ویژگی کارایی بتن خودمتراکم را توصیف می‌کند. طبق تعریف، کارایی بتن نشانگر سهولت اختلاط، جای‌دهی، تراکم و پرداخت سطح بتن تازه است. این ویژگی در بتن خودمتراکم توسط آزمایش‌های ویژه‌ای مورد ارزیابی قرار می‌گیرد.
قابلیت پرکردن (جریان در حالت آزاد) توانایی بتن خودمتراکم برای جریان و پرکردن همهٔ فضاهای داخل قالب، تحت وزن خود را نشان می‌دهد. این ویژگی هنگام انتخاب روش بتن ریزی و نیز تعیین فاصلهٔ مجاز بین نقاط بتن ریزی اهمیت خاصی می‌یابد.
قابلیت عبور (جریان در حالت محبوس) به توانایی بتن برای عبور از موانع مختلف و فضاهای باریک در قالب، بدون وقوع انسداد جریان (اصطلاحاً بلوکه شدن) اشاره دارد. بلوکه شدن در نتیجهٔ جداشدگی موضعی سنگدانه‌ها در مجاورت موانع رخ می‌دهد و منجر به توقف جریان در غیاب تراکم دینامیکی می‌گردد. بتن خودمتراکم هنگامی می‌تواند ظرفیت پرکنندگی زیادی داشته باشد که حد مناسبی از قابلیت عبور و قابلیت پرکنندگی را به صورت هم‌زمان داشته باشد تا بتواند یک مقطع خاص را فقط تحت نیروی ثقل خود پر کند.
پایداری بتن تازه به توانایی آن برای حفظ توزیع همگن اجزای مختلف در حین جریان و گیرش گفته می‌شود. برای بتن خودمتراکم دو نوع ویژگی پایداری حائز اهمیت هستند: پایداری دینامیکی و استاتیکی.
پایداری دینامیکی، مقاومت بتن در برابر جداشدگی اجزا حین جای دهی در قالب می‌باشد. هنگامی که شرایط آرماتوربندی به‌گونه‌ای باشد که نیازمند عبور بتن از فضاهای کوچک باشد، بتن خودمتراکم مذکور باید پایداری دینامیکی کافی داشته باشد.
پایداری استاتیکی، نشانگر مقاومت بتن در برابر آب انداختگی، جداشدگی و نشست سطحی بعد از بتن ریزی و در حالی که بتن هنوز در حالت خمیری است، می‌باشد.
در اغلب موارد، افزودنی اصلاح‌کنندهٔ لزجت یا مقدار مواد پودری زیاد برای بهبود پایداری بتن تازه استفاده می‌شود. افزودنی اصلاح‌کنندهٔ لزجت برای بهبود رئولوژی مصالح سیمانی در حالت خمیری و کاهش خطر جداشدگی مورد استفاده قرار می‌گیرد. برخلاف بتن معمولی، حادترین نوع جداشدگی در بتن خودمتراکم هنگامی رخ می‌دهد که عملیات بتن ریزی انجام شده‌است و مخلوط بتنی در حالت سکون قرار دارد. در واقع در صورتی که مخلوط بتن از پایداری کافی برخوردار نباشد، سنگدانه‌های درشت تمایل به ته‌نشینی در ملات پیدا می‌کنند و حاصل کار بتن ناهمگن با خواص نامطلوب خواهد بود.

## مزایای بتن خودمتراکم
کاربرد صحیح بتن خودمتراکم می‌تواند تأثیرات مثبت فراوانی بر روند ساخت سازه‌های بتنی داشته باشد. «افزایش بهره‌وری» یکی از موارد مهمی است که با استفاده از بتن خودمتراکم می‌توان به آن دست پیدا کرد. باید توجه داشت که در کنار تلاش برای کاهش هزینه‌ها، افزایش بهره‌وری در امر بتن ریزی نیز از اهمیت ویژه‌ای برخوردار است. این مسئله برای تمام رده‌های کاربرد، از پروژه‌های معمولی تا پیچیده‌ترین سازه‌ها، صادق است. مسئله بتن ریزی و تراکم در قسمت‌هایی از سازه که در آن‌ها بتن با مقاومت متوسط و مخصوصاً بتن پرمقاومت استفاده می‌شود، دارای اهمیت بیشتری است. به‌عنوان نمونه در اجزایی مانند دیوار برشی و ستون که معمولاً دارای تراکم زیاد آرماتور و ابعاد کوچک مقطع بتن ریزی می‌باشند، تراکم ناکافی ناشی از فاصلهٔ کم آرماتورها می‌تواند منجر به پیدایش نقاط ضعف در عضو بتنی شود. حذف کامل عملیات تراکم با به‌کارگیری بتن خودمتراکم، باعث افزایش سرعت کار و کاهش هزینه‌ها می‌شود که نتیجهٔ آن افزایش بهره‌وری است. افزایش سرعت بتن ریزی نه تنها از منظر کاهش هزینه‌ها، بلکه از بُعد کاهش کل زمان ساخت حائز اهمیت است. بر این اساس، به‌کارگیری بتن خودمتراکم می‌تواند از طریق کاهش هزینه‌ها و افزایش بهره‌وری نقش کلیدی در ارتقای جایگاه صنعت بتن در عرصهٔ ساخت‌وساز داشته باشد.
استفاده از بتن خودمتراکم افزایش بهره‌وری را در حمل‌ و بتن‌ریزی، علاوه بر فرایند تراکم، ممکن می‌سازد. رفتار شبه مایعِ بتن خودمتراکم تازه سبب می‌شود بتوان روش‌های جدیدی را برای پمپ کردن بتن و هدایت آن به درون قالب بکار گرفت؛ مسئله‌ای که باعث پیدایش روش‌های نوین بتن ریزی شده‌است که نمونه‌های موفقی از به‌کارگیری آن‌ها در کشور ژاپن موجود است.
با حذف نیاز به تراکم خارجی و وجود قابلیت جریان، درجهٔ بالاتری از اتوماسیون و صنعتی‌سازی در ساخت سازه‌های بتنی دست یافتنی است. این مسئله منجر به تحول سامانه‌های تولید (مخصوصاً در صنعت ساختمان های پیش ساخته) و در نهایت افزایش بیش از پیش بهره‌وری در روند ساخت‌وساز می شود.
«افزایش همگنی» یکی دیگر از مزایای مهم استفاده از بتن خودمتراکم می‌باشد. در واقع یکی از نگرانی‌های اصلی که موجب پیدایش بتن خودمتراکم شد، کاهش دوام بتن به دلیل ناهمگنی اعضای بتنی بود. در بسیاری از سازه‌ها نیاز به بهبود عملکرد سازه‌ای و متعاقباً افزایش حجم آرماتور مصرفی در بتن، باعث ایجاد مشکلاتی در روند عملیات بتن‌ریزی و تراکم می‌شود که نتیجهٔ امر، تراکم ناکافی و ناهمگنی بتن خواهد بود. حتی در سازه‌های معمولی و در حجم کم آرماتور نیز استفاده از نیروی انسانی آموزش ندیده و عدم اعمال نظارت دقیق بر روند تراکم بتن باعث بروز این مشکلات می‌شود؛ بنابراین بهبود کیفیت عضو بتنی با تراکم زیاد آرماتور از طریق به‌کارگیری بتنی که خود انجام عملیات تراکم را تضمین نماید و با برخورداری از خصوصیت «پایداری» همگنی را در قسمت‌های مختلف فراهم کند، یک هدف مهم از تولید و به‌کارگیری بتن خودمتراکم می‌باشد.
علاوه بر موارد مطرح شده، بتن خودمتراکم مزایای دیگری را نیز در اختیار سازندگان قرار می‌دهد. به‌طور خلاصه موارد زیر را می‌توان به‌عنوان مزایای اصلی استفاده از این نوع بتن ذکرکرد:
1. افزایش سرعت اجرای سازه‌های بتنی و تسریع پیشرفت کار
2. بهبود کیفیت ساخت - به دلیل اطمینان از تراکم کافی در مناطق با تراکم زیاد آرماتور
3. کاهش آلودگی صوتی و توجه بیشتر به مسائل ایمنی و زیست‌محیطی در محیط کار- با توجه به حجم زیاد صدا ناشی از عملیات تراکم حین بتن‌ریزی و نیز در نظر گرفتن خطر ابتلای کارگران به سندرم انگشت سفید
4. صرفه جویی اقتصادی- علی‌رغم هزینهٔ بیشتر مواد و مصالح مورد استفاده برای ساخت بتن خودمتراکم، در بسیاری موارد در نتیجهٔ کاهش هزینه‌های تجهیزات و نیروی انسانی از قبیل عوامل تراکم، نظارت و غیره، استفاده از بتن خودمتراکم سبب کاهش مجموع هزینه‌ها می‌شود
5. کمک به معماری سازه با توجه به شکل‌پذیری بیشتر- با توجه به روانی فوق‌العادهٔ بتن خودمتراکم انواع قالب متنوع‌تری را می‌توان برای بتن‌ریزی استفاده و اجزای معماری گسترده‌تری را با توجه به مسائل زیباشناختی اجرا کرد
6. بهبود دوام بتن در نتیجهٔ تراکم بهتر بتن تازه
7. آزادی بیشتر در طراحی سازه- به دلیل میسر شدن اجرای سازه‌های بتنی ظریف و سنگین و انتخاب مقاطع کوچک با آرماتورهای انبوه
8. سطح تمام‌شدهٔ بهتر و ارتقای کیفیت محصول نهایی
9. کمک به توسعهٔ صنعت پیش ساختگی قطعات بتنی
10. افزایش ایمنی در کارگاه- استفاده از بتن خودمتراکم به میزان زیادی خستگی و تنش‌های فیزیکی کارگران را کاهش می‌دهد و با پایین آوردن احتمال خطرات و صدمات فیزیکی، ایمنی کارگاه را افزایش می‌دهد

قابل ذکر است که همانند هر پدیدهٔ دیگر، استفاده از بتن خودمتراکم نیز می‌تواند دشواری‌ها و معایبی داشته باشد. افزایش هزینهٔ مصالح، حساسیت زیاد در برابر تغییرات ویژگی‌های مواد و مصالح، نیاز به کنترل دقیق بتن در حالت تازه، افزایش هزینهٔ قالب بندی به دلیل فشار احتمالی بالاتر وارده و نیاز به مهارت زیاد برای تهیه و کنترل مخلوط‌های بتنی از مواردی هستند که باعث می‌گردد کاربرد بتن خودمتراکم در هر پروژه‌ای توصیه نشود. تجزیه‌وتحلیل مسائل اجرایی و اقتصادی، درک درست شرایط خاص هر پروژه و در نهایت قضاوت مهندسی صحیح می‌تواند منجر به استفادهٔ بجا از این نوع بتن و بهره‌مندی از مزایای آن گردد.
با چشم اندازي به ترکيبات بتن خود تراکم درمی يابيم که اين بتن از اجزائی مشابه بتن معمولی که به وسیله ویبره متراکم می شود، نظير سيمان، سنگدانه، آب به همراه چند ماده ی افزودنی و ترکيبی ديگر تشکيل شده است. 
توصیه می شود که مواد سازنده بتن SCC شرايط پيش بينی شده در برخی آيين نامه ها (استانداردEN206) را برآورده نمايند:
1-سنگدانه ها (استانداردEN12620) : حداکثر اندازه سنگدانه به کار رفته در اين نوع بتن حداکثر اندازه آن به 15 میلیمتر محدود می شود. سنگدانه ها به دو دسته تقسيم می شوند: 
· ماسه : از ماسه هاي متداول در توليد این بتن خاص استفاده می گردد. ذرات ريزتر از mm 0.125 که به عنوان "پودر" تلقی مي شوند برخواص روانی بتن SCC بسيار موثر بوده و به منظور توليد بتن يکنواخت، رطوبت آن بايد دقيقا کنترل شود .حداقل ميزان ريزدانه ها ( از ماسه تا مواد چسباننده پودری ) به منظور جلوگيري از جداشدگی دانه بندی ضروری است. 
شن (درشت دانه ها ):  تمامی انواع درشت دانه در اينجا به کار می رود ولی حداکثر اندازه معمولی دانه 15 mm می باشد . به هر حال سنگدانه های تا حدود 40 mm نيز می تواند در بتن SCC به کار رود .استفاده از سنگدانه های شکسته سبب افزايش مقاومت S.C.C ( بدليل افزايش قفل و بست بين ذرات ) می شود در حاليکه سنگدانه های گرد گوشه بدليل کاهش اصطکاك داخلی روانی آن را اصلاح می کنند.در بعضی از موارد استفاده از دانه بندی گسسته بطور معمول به دليل کاهش اصطکاك داخلی و افزايش روانی نسبت به دانه بندی پيوسته مطلوب تر می باشد. 
2-سیمان ( استانداردEN1197 ) : به طور کلی تمامی انواع سيمان هاي استاندارد می تواند در بتن SCC به کار رود. انتخاب نوع سيمان بستگی به پارامترهاي مورد انتظار بتن مثل مقاومت، دوام، شرایط محیطی و... دارد.
دامنه عمومی ميزان مصرف سيمان در این بتن 420~450 کيلوگرم بر متر مکعب می باشد . ميزان بيشتر ازkg/m3 500 می تواند سبب افزايش خطر جمع شدگی شود. 
5-مواد افزودنی : موادي هستند که به منظور ايجاد و يا بهبود خواص مشخصی به بتن تازه و یا سخت شده درحين ساخت بتن به آن افزوده می شوند. استفاده از فوق روان کننده ها برای توليد بتن خودمتراکم به منظور ايجاد کارايی لازم، ضروري می باشد . از انواع ديگر مواد افزودنی می توان به عامل اصلاح لزجت (V.M.A) به منظور اصلاح پايداری، مواد افزودنی حباب زا (A.E.A) به منظور بهبود دوام در برابر يخ زدگی و آب شدن، کندگير کننده ها به منظورکنترل گيرش و ... اشاره کرد. 
6-آب مخلوط ( استانداردEN1008 ) : مطابق استاندارد ومشابه با بتن های معمولی هر آبی که در طبقه بندی آب شرب قرار گیرد، می تواند برای ساخت بتن خودمتراکم به کار رود.

## خصوصیات بتن خودمتراکم
خواص بتن تازه در بتن‌های خودمتراکم از حساسیت بیشتری نسبت به انواع دیگر برخوردار است زیرا مزایای این بتن غالباً از خواص آن در حالت تازه ناشی می‌گردد و به همین دلیل نیز آزمایش‌های خاصی برای ارزیابی رفتار بتن خودمتراکم تازه بکار گرفته می‌شود. بتن خودمتراکم در حالت تازه عموماً با سه ویژگی زیر شناخته می‌شود:
- قابلیت پر کردن
- قابلیت عبور
- مقاومت در برابر جداشدگی (پایداری)[۱۱]

## ویژگی‌های مصالح
1. سنگدانه‌ها:حداکثر اندازه سنگدانه‌های به کار رفته در این نوع بتن بستگی به کاربرد عملی آن دارد ولی عموماً حداکثر اندازه آن به ۲۰میلی‌متر می‌رسد.

سنگدانه‌ها به دو دسته تقسیم می‌شوند:
- ماسه:تمام ماسه‌های متداول در تولید بتن معمولی در این صنعت نیز به کار می‌رود. هر دو ماسه شسته و گوشه گرد اعم از سیلیسی یا آهکی می‌تواند مورد استفاده قرار بگیرد. ذرات کوچکتر از ۰٫۱۲۵ میلی‌متر که به عنوان «پودر» تلقی می‌شوند بر خواص روانی s.c.c بسیار مؤثر است و به منظور تولید بتن یکنواخت، رطوبت آن باید دقیقاً کنترل شود حداقل میزان ریزدانه‌ها (از ماسه تا مواد چسباننده پودری) به منظور جلوگیری از جداشدگی دانه بندی ضروری است.
- شن (درشت دانه‌ها):تمامی انواع درشت دانه‌ها در این نوع از بتن به کار می‌روند ولی حداکثر اندازه معمولی دانه‌ها (۱۶–۲۰) میلی‌متر می‌باشد. به هر حال سنگدانه‌های تاحدود ۴۰ میلی‌متر می‌تواند در بتن خود متراکم به کار رود.

استفاده از سنگدانه‌های شکسته سبب افزایش مقاومت بتن خودمتراکم می‌شود (به دلیل افزایش قفل و بست بین ذرات) و در حالی که سنگدانه‌های گرد گوشه به دلیل کاهش اصطکاک داخلی روانی آن را اصلاح می‌کند. استفاده از دانه بندی گسسته به‌طور معمول به دلیل کاهش اصطکاک داخلی موجب بهبود روانی مخلوط خواهد شد. 

## چالش‌های کاربرد گستردهٔ بتن خودمتراکم در ایران
با اینکه در ابتدا بتن خودمتراکم در زمرهٔ بتن‌های خاص و پیچیده محسوب می‌شد، توانایی‌ها و مشخصات فوق‌العاده، این نوع بتن را به سرعت به یکی از انواع پرکاربرد در کشورهای پیشرفتهٔ دنیا تبدیل کرد. با این حال، در کشورهایی مانند کشور ایران، هنوز این بتن یک فناوری جدید در عرصهٔ ساخت و ساز به‌شمار می‌آید و می‌توان گفت استفاده از آن هنوز محدود می‌باشد و آشنایی و دانش کافی دربارهٔ آن نزد اغلب مهندسین وجود ندارد. با این حال با پایان موفقیت‌آمیز چند پروژهٔ عمرانی بزرگ همانند پروژهٔ بزرگراه طبقاتی شهید صدر در تهران به نظر می‌رسد با آشنایی تدریجی سازندگان ایرانی با روش‌های اجرا و مزایا و معایب بتن خودمتراکم در چنین پروژه‌های عظیمی، می‌توان در آینده شاهد استقبال مهندسین از این محصول نوین، اجتناب از بکارگیری مصالح و روش‌های سنتی و هزینه بر و در نهایت ارتقای کیفیت سازه‌های بتنی بود.

## خزش در بتن
رابطه بین تنش و تغییر شکل نسبی بتن تابعی از زمان است که افزایش تغییر شکل نسبی به مرور زمان تحت اثر بار ثابت خزش نامیده می‌شود. از آنجا که این افزایش می‌تواند چندین برابر بزرگتر از تغییر شکل نسبی هنگام بارگذاری باشد، لذا پدیده خزش نقش نسبتاً مهمی در رفتار سازه‌ها خواهد داشت. بزرگی خزش و نرخ پیشرفت آن تحت تأثیر فاکتورهای زیادی هستند، بعضی از این فاکتورها ناشی از خواص مخلوط سیمان بوده و برخی به شرایط بارگذاری و محیطی بستگی دارند. با توجه به اینکه خزش به میزان تنش نیز بستگی دارد، هنگامی که تنش تحمل شده کمتر از حدوداً نیمی از مقاومت فشاری بتن باشد، کرنش خزشی تقریباً متناسب با میزان تنش بوده و خزش خطی خوانده می‌شود. در سطوح بالاتر تنش، خزش با نرخ سریعتری افزایش می‌یابد و نسبت به تنش غیرخطی می‌شود. این رفتار غیرخطی خزش در سطوح بالای تنش، مرتبط با افزایش میکروترک‌ها تلقی می‌شود. تنش‌های فشاری به ندرت در ساز ه‌های بتنی در بارهای سرویس از نصف مقاومت فشاری فراتر می‌روند و لذا اثرات خزش غیرخطی از اهمیت کمتری نسبت به خزش خطی برخوردار است.

## رئولوژی بتن خودمتراکم
مخلوط بتن SCC سیال تر از مخلوط بتن معمولی است؛ بنابراین روش ارزیابی کارایی آن نیازمند یک دیدگاه متفاوت و تکنیک اندازه‌گیری جدید می‌باشد. رئولوژی بتن علمی است که به بررسی جریان بتن می‌پردازد. اگرچه ویژگی‌های بتن تازه در حوزه رئولوژیکی از سوی Tattersall و Banfill (اوایل ۱۹۸۰) بیان شدند،بتن خودمتراکم که در حال حاضر به صنعت ارائه شده برمبنای ویژگی های رئولوژیکی ساخته شده است.
برای توصیف ویژگی های رئولوژی بتن خودمتراکم(بتن بعنوان یک سیال) مدل های مختلفی ارائه شده است که در این بین مدل بینگهام شناخته شده تر است.  این مدل برای تعریف خواص رئولوژی بتن خودمتراکم دو مولفه ی تنش تسلیم و ویسکوزیته پلاستیک را معرفی می کند. تنش تسلیم به مقدار نیروی لازم جهت شروع جریان یک ماده گفته می‌شود و ویسکوزیته پلاستیک که به عنوان مقاومت داخلی مواد در برابر جریان تعریف می‌شود.

### رئومتر
رئومتر در واقع یک ابزار آزمایشگاهی است که برخلاف وسکومترها جهت اندازه‌گیری برخی مشخصه‌های بتن از جمله ویسکوزیته و تنش برشی به کار می‌رود. سازوکار عملکرد این وسیله به این صورت است که در آن از طریق بررسی توان مورد نیاز برای چرخش یک سطح و پره در داخل نمونه، پارامترهایی چون ویسکوزیته و تنش تسلیم اندازه‌گیری می‌شود.

### مفهوم ویسکوزیته
ویسکوزیته در تعریف عمومی به معنای مقاومت یک سیال در برابر جاری شدن می باشد. به بیان دیگر می توان گفت یک سیال در آستانه ی جاری شدن بدلیل اصطکاک بین لایه های آن دارای یک نیروی مقاوم در برابر حرکت خواهد بود که به آن ویسکوزیته می گویند(ACI 238) .
دومولفه تنش تسلیم و ویسکوزیته با استفاده از دستگاه رئومتر مورد سنجش قرار می گیرد. این دستگاه در مدل های مختلفی تجاری سازی شده است و هر نوع از آن می تواند برای ارزیابی یک نوع از بتن، ملات یا خمیر مورد استفاده قرار گیرد.
ویسکوزیته بتن خودمتراکم به مصالح، نسبت های اختلاط، نوع ماده افزودنی وابسته است. بنابراین با تغییر در طرح مخلوط بتن، مولفه های رئولوژی بتن خودمتراکم اعم از ویسکوزیته و تنش تسلیم تغییر خواهد کرد.

## بتن خود متراکم در ایران
بتن خود متراکم یک عرصه پویا در زمینه ساخت و ساز در دنیاست، در کشور ایران نیز محققان بسیاری در این زمینه فعالیت داشتند که در میان می توان از دکتر علی اکبر رمضانیانپور، دکتر پرویز قدوسی، دکتر محسن تدین بعنوان برخی از پیشکسوتان این صنعت نام برد.